# Monterrubio de la Sierra
Monterrubio de la Sierra – gmina w Hiszpanii, w prowincji Salamanka, w Kastylii i León, o powierzchni 35,31 km². W 2011 roku gmina liczyła 185 mieszkańców.